# 秋萩帖

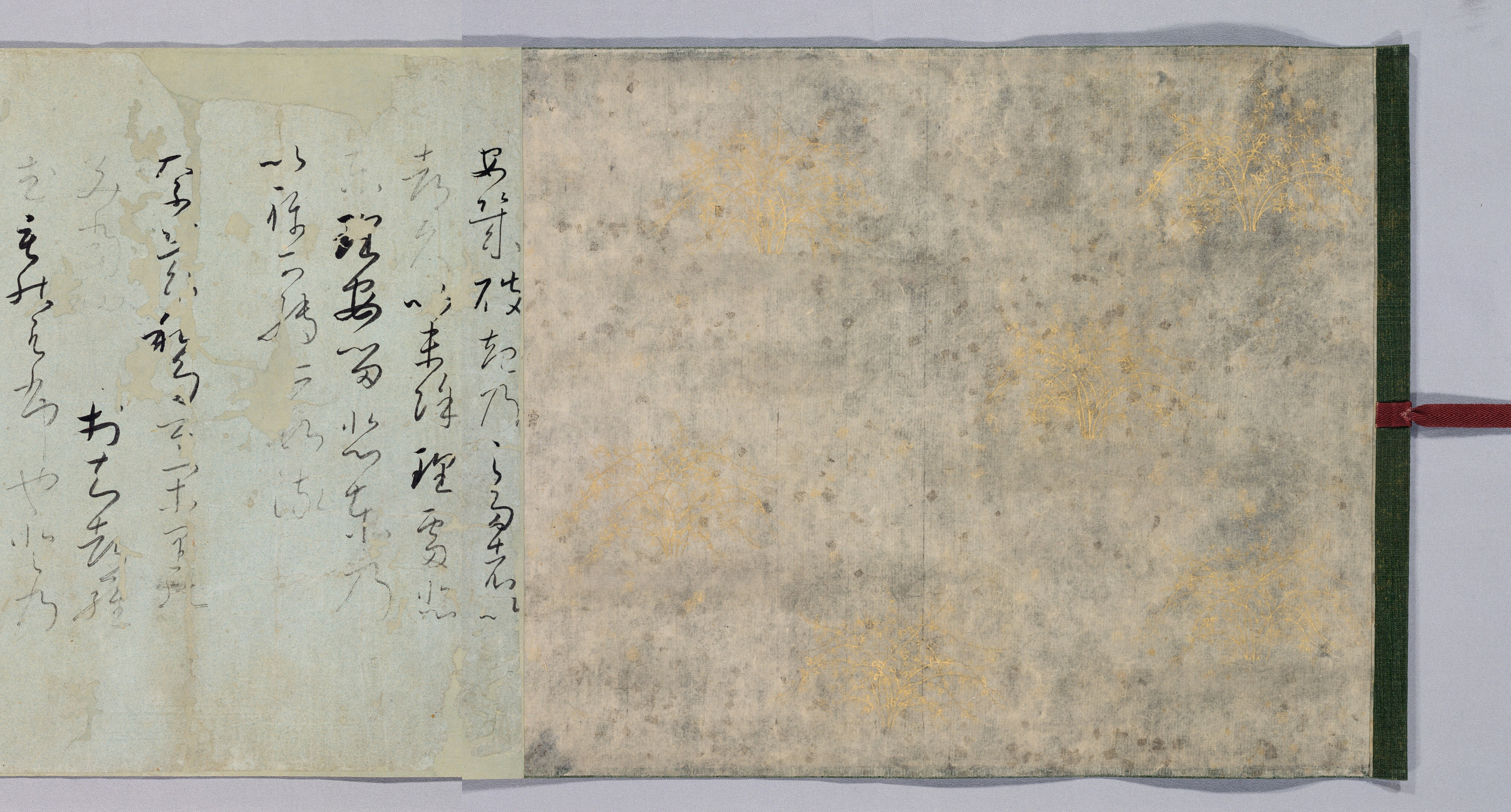
秋萩帖第1紙

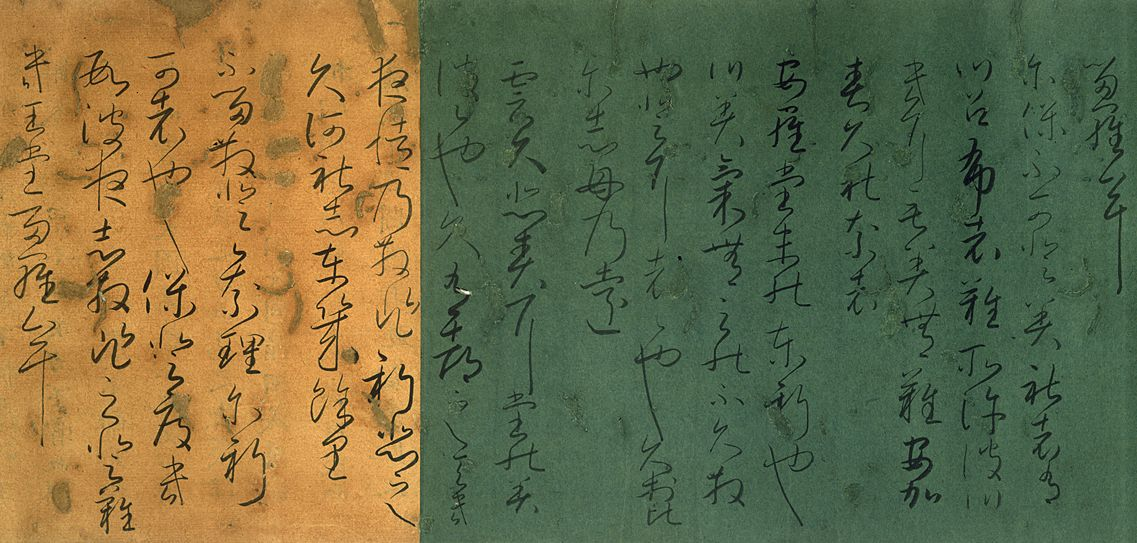
秋萩帖第13、14紙

秋萩帖（あきはぎじょう）は、平安時代の書の作品の一つで、草仮名の代表的遺品。巻子本、1巻。和歌48首と王羲之尺牘（せきとく）臨書11通が書写されている。伝称筆者は小野道風及び藤原行成。書写年代は不明だが10世紀ないしは11世紀か。国宝。東京国立博物館蔵。

## 概要
色替わりの染紙20枚を継いだ全長842.4cmの巻子本。天地は第2紙以下は23.8cmだが、第1紙のみ少し大きく24.5cm。内容などから以下の4つの部分（紙背を含む）に分けることができる。
A. 第1紙
薄い縹色に染めた麻紙に一首4行書きの和歌2首（秋歌）を書す。小野道風筆の伝承をもち、書風はその真跡に似るが、他筆や摸写の可能性もある。紙背には文字は書かれていない。2首目の第1行のところに虫損が縦に走っていることから、この部分に糊が塗られていた、つまり原装は粘葉装であったと考えられる。

B. 第2紙から第15紙半ば
色々の濃淡に染めた色替わりの楮紙を継いでおり、A（第1紙）と同じく一首4行書きで和歌46首（冬歌他）を書す。書風はAと似るが別筆であり、Aの失われた部分の摸写と考えられる。そのため道風筆の伝承は受け入れがたい。

C. 第15紙途中から巻末第20紙
Bと同じ料紙に王羲之尺牘11通分を臨写する（尺牘とは書状のこと）。Bと同筆。Bとともに藤原行成筆の伝承を持ち、また行成真跡に似るという意見もある。11通のうち半数以上が唐摸本のみならず摸刻本すら中国には残っていない貴重なものである。

D. 第2紙から巻末第21紙までの紙背
『淮南鴻烈兵略間詁 第廿』の写本。唐代の書写という説が有力である。『淮南鴻烈兵略間詁』（えなんこうれつ へいりゃく かんこ）は、前漢時代の思想書『淮南子』の許慎による註釈書である。
もともとAとB、C、Dは別に伝来していたが、後に継がれたと考えられている。その時期は、Dの各継ぎ目上部に伏見天皇の花押が書かれているが、第1紙と第2紙の間にはそれが存在しないことから、それ以後であろう。
伏見天皇から伏見家をへて霊元天皇に伝わる。この時行成筆白氏詩巻とともに一つの箱に収められ、宸筆で「野跡」（道風筆）「権跡」（行成筆）などの箱書が書かれる。
AとBについては、筆者、書写年代等について諸説あるが（後述）、日本語の表記が上古の万葉仮名から日本独自の平仮名へ移行する過渡期の草仮名の遺品として、書道史のみならず、日本語史、日本文学史のうえでも貴重な資料である。
巻頭の和歌は「あきはぎのしたばい（「ろ」脱か）づくいまよりぞひとりあるひとのいねがてにする」で、これが「秋萩帖」の呼称の由来になっている。この和歌は日本語の1音節を漢字1文字にあて、草書体で書写されている。これを漢字によって書き下すと次のようになる。
この和歌は、古今和歌集巻四・秋歌の220番歌「秋萩の下葉色づく今よりやひとりある人の寝ねがてにする」（よみ人しらず）と同歌とみられるが、第3句が「いまよりぞ」となる点に小異がある。書体は「安」（あ）のように平仮名の字形に近くなっているものもあるが、漢字の字形をとどめており、一部に2字の連綿もみられるが、基本的には放ち書きである。

## 名称
秋萩帖の「秋萩」は、前述のとおり、巻頭の和歌「あきはぎの - 」に由来する。
また巻子本であるのに「帖」と呼ばれるのは、江戸時代に草仮名の法帖として摸刻本が多く出版され「安幾破起帖」などと書名が付けられたが、それが原本の呼称にも影響したため。風信帖などと同じ事情である。
この名実不一致を正すため「秋萩歌巻」の呼称が提案されたこともある。

## 書写年代
あ行とや行の「え」を書き分けていること、「徒」を「つ」ではなく「と」の仮名に用いていること、他出の和歌は古今集や寛平御時后宮歌合などの歌であることなどから天暦以前のテキストだと思われるが、摸写だとするとテキストから書写年代を推定することはできない。
Aについては、原本説と摸写説がある。前者をとれば、書写年代は道風の時代で問題ないが、道風筆または他筆の可能性もある。また後者をとれば年代推定は難しいが、料紙が古態を留めるため、それほど時代はくだらないとみられる。
Bは模写でありまた同筆のCも臨書であるため、テキストからの時代推定はできない。また紙背を利用しての書写なので、料紙からの時代推定も不可能である。そのため、書写年代は10世紀後半から11世紀と広く、更には鎌倉時代の伏見天皇模写説（小松茂美）まである。
Dは、奈良時代の日本における書写という説もあるが、唐代書写の舶来品という説が有力である。